# Sibogagorgia dennisgordoni
Sibogagorgia dennisgordoni är en korallart som beskrevs av Evangelina A. Sánchez 2005. Sibogagorgia dennisgordoni ingår i släktet Sibogagorgia och familjen Paragorgiidae. Inga underarter finns listade i Catalogue of Life.